# 奥斯纳布吕克火车总站
奧斯納布呂克火車總站（德語：Osnabrück Hauptbahnhof）是位於德國下薩克森奥斯纳布吕克的主要鐵路車站，車站等級為二等站，於1895年啟用。該站是長途和區域交通的樞紐，每天平均有超過16,000名旅客使用該車站。
儘管車站在第二次世界大戰中遭到嚴重破壞，但其結構基本得以保留。